# Supercoppa di Bulgaria 2008
La Supercoppa di Bulgaria 2008 è stata la 6ª edizione di tale competizione, disputata il 3 agosto 2008 allo Stadio Nazionale Vasil Levski di Sofia. La sfida ha visto contrapposte il CSKA Sofia, vincitore del campionato e il Liteks Loveč, vincitore della coppa nazionale. Il CSKA Sofia ha avuto la meglio sul Liteks Loveč per 1-0, conquistando il trofeo per la terza volta nella sua storia.

## Tabellino
| Arbitro: | Yordanov (Sofia) |

|           |           |  |
| Kotev 65’ | Marcatori |  |